# 阿代尔
阿代尔（英语：Adare，爱尔兰语：Binn Éadair）是爱尔兰利默里克郡的一个村庄，位于利默里克郡的西南部。

### 德斯蒙德城堡

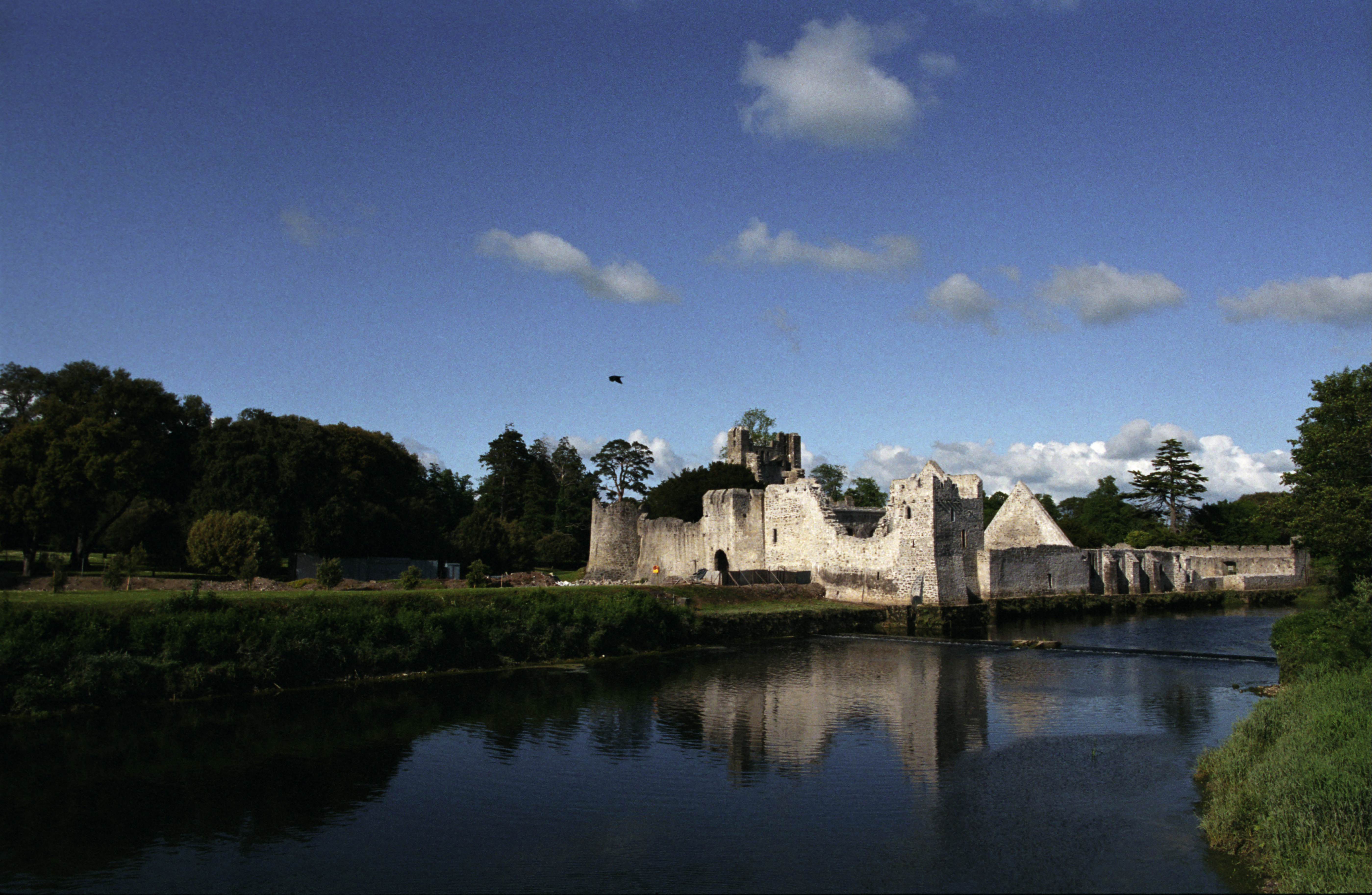
德斯蒙德城堡

据说，德斯蒙德城堡是由该地区的统治者奥多诺瓦人建造的。

### 奥古斯丁修道院

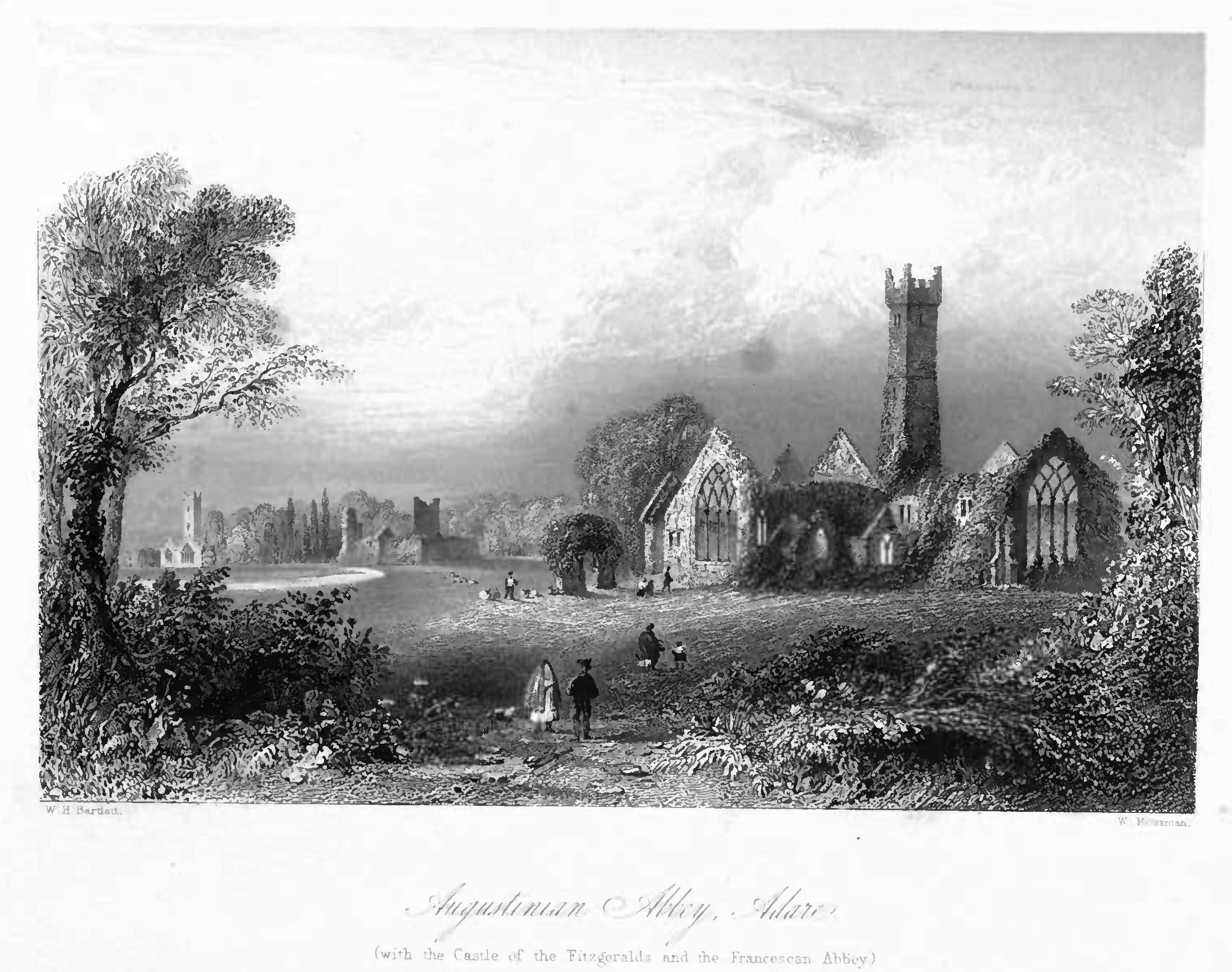
1842年的奥古斯丁修道院、菲茨杰拉德城堡和弗朗西斯修道院

阿代尔的奥古斯丁修道院由第一代基尔代尔伯爵约翰·菲茨托马斯·菲茨杰拉德于1316年建造。1852年至1854 年间，邓拉文伯爵夫人卡罗琳对教堂进行了第二次修复。

### 方济各会修道院
方济各会修道院由第七代基尔代尔伯爵托马斯·菲茨-莫里斯和他的妻子琼安于1464年開始建造，两年后竣工。它目前已是一片废墟。

### 阿代尔庄园
阿代尔庄园是一處位于麦格河附近的豪宅，曾是邓拉文伯爵和伯爵山的乡间别墅。它建于19世纪初。目前裡面入住了豪华度假酒店Adare Manor Hotel & Golf Resort，該酒店於2017年10月开业。

## 经济

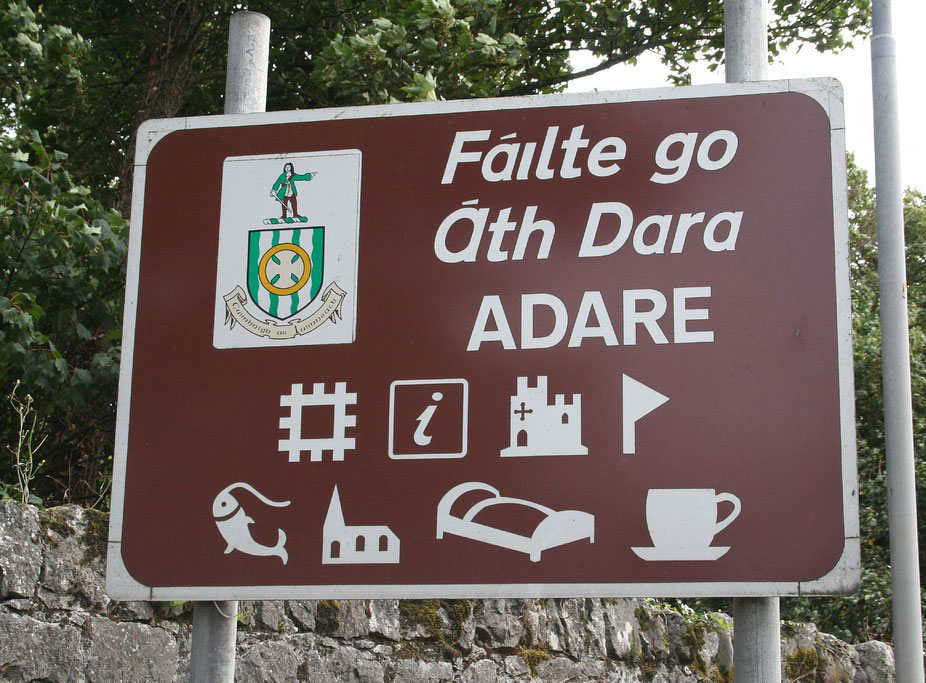
爱尔兰语“欢迎来到阿代尔”

阿代尔是一个旅游胜地。

### 学校
阿代尔有四所小学：St Joseph's National School（天主教男校—— Our Lady's Abbey National School（天主教女校）  St Nicholas' National School和 Shountrade National School（天主教男女混校）。该村的中学Adare CBS于1973年关闭。

## 友好城市
- 德国布赫洛厄
- 德国布科[7]